# Élections cantonales de 1992 dans l'Orne
Les élections cantonales ont eu lieu les 22 et 29 mars 1992.
Lors de ces élections, 20 des 40 cantons de l'Orne ont été renouvelés. Elles ont vu la reconduction de la majorité RPR dirigée par Hubert d'Andigné, président du conseil général depuis 1967.

## Résultats à l’échelle du département
Répartition départementale des résultats (2e tour).
- PS (17,73 %)
- PRG (8,25 %)
- Majorité (11,98 %)
- RPR (14,79 %)
- DVD (47,26 %)

| Étiquette      | Étiquette                          | Premier tour | Premier tour | Second tour | Second tour | Sièges |
| Étiquette      | Étiquette                          | Voix         | %            | Voix        | %           | Sièges |
| -------------- | ---------------------------------- | ------------ | ------------ | ----------- | ----------- | ------ |
|                | Parti socialiste                   | 7 191        | 9,91         | 5 443       | 17,73       | 0      |
|                | Majorité présidentielle            | 4 120        | 5,68         | 3 676       | 11,98       | 2      |
|                | Parti radical de gauche            | 2 505        | 3,45         | 2 531       | 8,25        | 1      |
|                | Parti communiste français          | 3 150        | 4,34         |             |             |        |
| Gauche         | Gauche                             | 16 966       | 23,38        | 11 650      | 37,96       | 3      |
|                |                                    |              |              |             |             |        |
|                | Divers droite                      | 21 550       | 29,69        | 14 507      | 47,26       | 10     |
|                | Rassemblement pour la République   | 13 306       | 18,33        | 4 539       | 14,79       | 4      |
|                | Union pour la démocratie française | 8 890        | 12,25        |             |             | 3      |
|                | Front national                     | 6 698        | 9,23         |             |             |        |
| Droite         | Droite                             | 50 444       | 69,50        | 19 046      | 62,05       | 17     |
|                |                                    |              |              |             |             |        |
|                | Les Verts                          | 5 182        | 7,14         |             |             |        |
|                |                                    |              |              |             |             |        |
| Inscrits       | Inscrits                           | 106 232      | 100,00       | 49 665      | 100,00      |        |
| Abstention     | Abstention                         | 28 894       | 27,20        | 16 309      | 32,84       |        |
| Votants        | Votants                            | 77 338       | 72,80        | 33 356      | 67,16       |        |
| Blancs et nuls | Blancs et nuls                     | 4 746        | 6,14         | 2 660       | 7,97        |        |
| Exprimés       | Exprimés                           | 72 592       | 93,86        | 30 696      | 92,03       |        |

## Résultats par canton

### Canton de L'Aigle-Ouest
| Candidats      | Candidats      | Étiquette      | Premier tour | Premier tour |
| Candidats      | Candidats      | Étiquette      | Voix         | %            |
| -------------- | -------------- | -------------- | ------------ | ------------ |
|                | Maurice Brard* | DVD            | 2 156        | 50,43        |
|                | Guy Raffi      | PS             | 949          | 22,20        |
|                | Claude Vassard | Verts          | 547          | 12,80        |
|                | Richard Lucas  | FN             | 451          | 10,55        |
|                | Simone Ozbolt  | PCF            | 172          | 4,02         |
|                |                |                |              |              |
| Inscrits       | Inscrits       | Inscrits       | 6 487        | 100,00       |
| Abstention     | Abstention     | Abstention     | 1 983        | 30,57        |
| Votants        | Votants        | Votants        | 4 504        | 69,43        |
| Blancs et nuls | Blancs et nuls | Blancs et nuls | 229          | 5,08         |
| Exprimés       | Exprimés       | Exprimés       | 4 275        | 94,92        |

*sortant

### Canton d'Alençon-3
| Candidats      | Candidats          | Étiquette      | Premier tour | Premier tour |
| Candidats      | Candidats          | Étiquette      | Voix         | %            |
| -------------- | ------------------ | -------------- | ------------ | ------------ |
|                | Alain Lambert*     | UDF            | 3 420        | 53,45        |
|                | Denise Francois    | PS             | 1 419        | 22,18        |
|                | Jean-Pierre Bombek | Verts          | 763          | 11,93        |
|                | Janine Tanoue      | FN             | 531          | 8,30         |
|                | Raymonde Renard    | PCF            | 265          | 4,14         |
|                |                    |                |              |              |
| Inscrits       | Inscrits           | Inscrits       | 9 857        | 100,00       |
| Abstention     | Abstention         | Abstention     | 3 183        | 32,29        |
| Votants        | Votants            | Votants        | 6 674        | 67,71        |
| Blancs et nuls | Blancs et nuls     | Blancs et nuls | 276          | 4,14         |
| Exprimés       | Exprimés           | Exprimés       | 6 398        | 95,86        |

*sortant

### Canton d'Argentan-Ouest
| Candidats      | Candidats                 | Étiquette      | Premier tour | Premier tour | Second tour | Second tour |
| Candidats      | Candidats                 | Étiquette      | Voix         | %            | Voix        | %           |
| -------------- | ------------------------- | -------------- | ------------ | ------------ | ----------- | ----------- |
|                | François Doubin           | PRG            | 2 196        | 45,20        | 2 531       | 53,25       |
|                | Jean de Vimal du Bouchet* | RPR            | 1 840        | 37,88        | 2 222       | 46,75       |
|                | Brigitte Lecoeur          | FN             | 431          | 8,87         |             |             |
|                | Robert Levesque           | PCF            | 391          | 8,05         |             |             |
|                |                           |                |              |              |             |             |
| Inscrits       | Inscrits                  | Inscrits       | 7 189        | 100,00       | 7 188       | 100,00      |
| Abstention     | Abstention                | Abstention     | 1 934        | 26,90        | 2 069       | 28,78       |
| Votants        | Votants                   | Votants        | 5 255        | 73,10        | 5 119       | 71,22       |
| Blancs et nuls | Blancs et nuls            | Blancs et nuls | 397          | 7,55         | 366         | 7,15        |
| Exprimés       | Exprimés                  | Exprimés       | 4 858        | 92,45        | 4 753       | 92,85       |

*sortant

### Canton de Bellême
| Candidats      | Candidats      | Étiquette      | Premier tour | Premier tour |
| Candidats      | Candidats      | Étiquette      | Voix         | %            |
| -------------- | -------------- | -------------- | ------------ | ------------ |
|                | Francis Geng*  | UDF            | 1 552        | 52,90        |
|                | Michel Offret  | PS             | 823          | 28,05        |
|                | Serge Blondeau | FN             | 432          | 14,72        |
|                | Henri Boudin   | PCF            | 127          | 4,33         |
|                |                |                |              |              |
| Inscrits       | Inscrits       | Inscrits       | 4 635        | 100,00       |
| Abstention     | Abstention     | Abstention     | 1 381        | 29,80        |
| Votants        | Votants        | Votants        | 3 254        | 70,20        |
| Blancs et nuls | Blancs et nuls | Blancs et nuls | 320          | 9,83         |
| Exprimés       | Exprimés       | Exprimés       | 2 934        | 90,17        |

*sortant

### Canton de Briouze
| Candidats      | Candidats              | Étiquette      | Premier tour | Premier tour |
| Candidats      | Candidats              | Étiquette      | Voix         | %            |
| -------------- | ---------------------- | -------------- | ------------ | ------------ |
|                | Jacques de Malglaive*  | RPR            | 1 489        | 61,48        |
|                | Marie-Louise Marolleau | Verts          | 554          | 22,87        |
|                | Albert Beauvais        | FN             | 304          | 12,55        |
|                | Jean-Yves Rioult       | PCF            | 75           | 3,10         |
|                |                        |                |              |              |
| Inscrits       | Inscrits               | Inscrits       | 3 424        | 100,00       |
| Abstention     | Abstention             | Abstention     | 745          | 21,76        |
| Votants        | Votants                | Votants        | 2 679        | 78,24        |
| Blancs et nuls | Blancs et nuls         | Blancs et nuls | 257          | 9,59         |
| Exprimés       | Exprimés               | Exprimés       | 2 422        | 90,41        |

*sortant

### Canton de Carrouges
| Candidats      | Candidats           | Étiquette      | Premier tour | Premier tour | Second tour | Second tour |
| Candidats      | Candidats           | Étiquette      | Voix         | %            | Voix        | %           |
| -------------- | ------------------- | -------------- | ------------ | ------------ | ----------- | ----------- |
|                | Hubert d'Andigné*   | RPR            | 1 096        | 39,10        | 1 420       | 52,13       |
|                | Eric-Loic Ermessent | DVD            | 571          | 20,37        | 1 304       | 47,87       |
|                | Jean-Luc Troussard  | DVD            | 496          | 17,70        | Retrait     | Retrait     |
|                | Jean Rolet          | PS             | 234          | 8,35         |             |             |
|                | Jean-Marie Fourel   | DVD            | 212          | 7,56         |             |             |
|                | Pierre Maintrieu    | FN             | 136          | 4,85         |             |             |
|                | Michel Montembault  | PCF            | 58           | 2,07         |             |             |
|                |                     |                |              |              |             |             |
| Inscrits       | Inscrits            | Inscrits       | 3 676        | 100,00       | 3 676       | 100,00      |
| Abstention     | Abstention          | Abstention     | 734          | 19,97        | 772         | 21,00       |
| Votants        | Votants             | Votants        | 2 942        | 80,03        | 2 904       | 79,00       |
| Blancs et nuls | Blancs et nuls      | Blancs et nuls | 139          | 4,72         | 180         | 6,20        |
| Exprimés       | Exprimés            | Exprimés       | 2 803        | 95,28        | 2 724       | 93,80       |

*sortant

### Canton de Domfront
| Candidats      | Candidats          | Étiquette      | Premier tour | Premier tour | Second tour | Second tour |
| Candidats      | Candidats          | Étiquette      | Voix         | %            | Voix        | %           |
| -------------- | ------------------ | -------------- | ------------ | ------------ | ----------- | ----------- |
|                | André Rocton*      | DVD            | 1 663        | 29,90        | 2 411       | 45,49       |
|                | Michel Lebaudy     | DVD            | 1 646        | 29,59        | 2 889       | 54,51       |
|                | Bernard Desgrippes | RPR            | 972          | 17,48        | Retrait     | Retrait     |
|                | Marcel Delaunay    | PCF            | 384          | 6,90         |             |             |
|                | Claude Barre       | UDF            | 347          | 6,24         |             |             |
|                | Claude Buhot       | FN             | 342          | 6,15         |             |             |
|                | Marcel Folliot     | DVD            | 208          | 3,74         |             |             |
|                |                    |                |              |              |             |             |
| Inscrits       | Inscrits           | Inscrits       | 8 299        | 100,00       | 8 299       | 100,00      |
| Abstention     | Abstention         | Abstention     | 2 380        | 28,68        | 2 725       | 32,84       |
| Votants        | Votants            | Votants        | 5 919        | 71,32        | 5 574       | 67,16       |
| Blancs et nuls | Blancs et nuls     | Blancs et nuls | 357          | 6,03         | 274         | 4,92        |
| Exprimés       | Exprimés           | Exprimés       | 5 562        | 93,97        | 5 300       | 95,08       |

*sortant

### Canton d'Exmes
| Candidats      | Candidats           | Étiquette      | Premier tour | Premier tour |
| Candidats      | Candidats           | Étiquette      | Voix         | %            |
| -------------- | ------------------- | -------------- | ------------ | ------------ |
|                | Patrick Mussat      | RPR            | 1 078        | 57,52        |
|                | Pierre Lelandais*   | PS             | 501          | 26,73        |
|                | Bernard Millet      | DVD            | 162          | 8,64         |
|                | Marguerite Poussier | FN             | 80           | 4,27         |
|                | Marcelle Henri      | PCF            | 39           | 2,08         |
|                | Gaëtan Loyau        | PS             | 14           | 0,75         |
|                |                     |                |              |              |
| Inscrits       | Inscrits            | Inscrits       | 2 315        | 100,00       |
| Abstention     | Abstention          | Abstention     | 374          | 16,16        |
| Votants        | Votants             | Votants        | 1 941        | 83,84        |
| Blancs et nuls | Blancs et nuls      | Blancs et nuls | 67           | 3,45         |
| Exprimés       | Exprimés            | Exprimés       | 1 874        | 96,55        |

*sortant

### Canton de Flers-Nord
| Candidats      | Candidats           | Étiquette      | Premier tour | Premier tour | Second tour | Second tour |
| Candidats      | Candidats           | Étiquette      | Voix         | %            | Voix        | %           |
| -------------- | ------------------- | -------------- | ------------ | ------------ | ----------- | ----------- |
|                | Jean Goujon         | PS             | 1 574        | 24,04        | 3 676       | 63,81       |
|                | Yves Goasdoué       | PS             | 1 250        | 19,09        | 2 085       | 36,19       |
|                | Jean Douard*        | DVD            | 1 038        | 15,85        | Retrait     | Retrait     |
|                | Didier Dury         | RPR            | 894          | 13,66        |             |             |
|                | Jean Charles        | FN             | 744          | 11,36        |             |             |
|                | Dominique Madeleine | Verts          | 689          | 10,52        |             |             |
|                | Michel Garnier      | PCF            | 358          | 5,47         |             |             |
|                |                     |                |              |              |             |             |
| Inscrits       | Inscrits            | Inscrits       | 9 765        | 100,00       | 9 765       | 100,00      |
| Abstention     | Abstention          | Abstention     | 2 783        | 28,50        | 3 397       | 34,79       |
| Votants        | Votants             | Votants        | 6 982        | 71,50        | 6 368       | 65,21       |
| Blancs et nuls | Blancs et nuls      | Blancs et nuls | 435          | 6,23         | 607         | 9,53        |
| Exprimés       | Exprimés            | Exprimés       | 6 547        | 93,77        | 5 761       | 90,47       |

*sortant

### Canton de Flers-Sud
| Candidats      | Candidats               | Étiquette      | Premier tour | Premier tour | Second tour | Second tour |
| Candidats      | Candidats               | Étiquette      | Voix         | %            | Voix        | %           |
| -------------- | ----------------------- | -------------- | ------------ | ------------ | ----------- | ----------- |
|                | Michel Lambert*         | PS             | 1 603        | 25,24        | 2 499       | 41,71       |
|                | François-Xavier Guitter | DVD            | 1 159        | 18,25        | 3 492       | 58,29       |
|                | Marc Bouquerel          | Verts          | 883          | 13,90        |             |             |
|                | Anna Gerbet             | RPR            | 875          | 13,78        |             |             |
|                | Roger Cauro             | UDF            | 778          | 12,25        |             |             |
|                | André Cayrel            | FN             | 743          | 11,70        |             |             |
|                | Jean Chatelais          | PCF            | 310          | 4,88         |             |             |
|                |                         |                |              |              |             |             |
| Inscrits       | Inscrits                | Inscrits       | 9 647        | 100,00       | 9 647       | 100,00      |
| Abstention     | Abstention              | Abstention     | 2 831        | 29,35        | 3 074       | 31,86       |
| Votants        | Votants                 | Votants        | 6 816        | 70,65        | 6 573       | 68,14       |
| Blancs et nuls | Blancs et nuls          | Blancs et nuls | 465          | 6,82         | 582         | 8,85        |
| Exprimés       | Exprimés                | Exprimés       | 6 351        | 93,18        | 5 991       | 91,15       |

*sortant

### Canton de Juvigny-sous-Andaine
| Candidats      | Candidats           | Étiquette      | Premier tour | Premier tour | Second tour | Second tour |
| Candidats      | Candidats           | Étiquette      | Voix         | %            | Voix        | %           |
| -------------- | ------------------- | -------------- | ------------ | ------------ | ----------- | ----------- |
|                | Jean-Pierre Blouet  | DVD            | 1 784        | 48,41        | 2 083       | 100,00      |
|                | André Brière*       | RPR            | 1 285        | 34,87        | Retrait     | Retrait     |
|                | Michel Birot        | Verts          | 300          | 8,14         |             |             |
|                | Alain-Edgar Poessel | FN             | 239          | 6,49         |             |             |
|                | Philippe Denolle    | PCF            | 77           | 2,09         |             |             |
|                |                     |                |              |              |             |             |
| Inscrits       | Inscrits            | Inscrits       | 5 259        | 100,00       | 5 259       | 100,00      |
| Abstention     | Abstention          | Abstention     | 1 391        | 26,45        | 2 707       | 51,47       |
| Votants        | Votants             | Votants        | 3 868        | 73,55        | 2 552       | 48,53       |
| Blancs et nuls | Blancs et nuls      | Blancs et nuls | 183          | 4,73         | 469         | 18,38       |
| Exprimés       | Exprimés            | Exprimés       | 3 685        | 95,27        | 2 083       | 81,62       |

*sortant

### Canton de Longny-au-Perche
| Candidats      | Candidats          | Étiquette      | Premier tour | Premier tour |
| Candidats      | Candidats          | Étiquette      | Voix         | %            |
| -------------- | ------------------ | -------------- | ------------ | ------------ |
|                | Jackie Legault*    | DVD            | 1 342        | 59,09        |
|                | Christian Eude     | RPR            | 688          | 30,30        |
|                | Jacques Lermigeaux | FN             | 192          | 8,45         |
|                | Sylvain Priau      | PCF            | 49           | 2,16         |
|                |                    |                |              |              |
| Inscrits       | Inscrits           | Inscrits       | 3 096        | 100,00       |
| Abstention     | Abstention         | Abstention     | 729          | 23,55        |
| Votants        | Votants            | Votants        | 2 367        | 76,45        |
| Blancs et nuls | Blancs et nuls     | Blancs et nuls | 96           | 4,06         |
| Exprimés       | Exprimés           | Exprimés       | 2 271        | 95,94        |

*sortant

### Canton de Merlerault
| Candidats      | Candidats       | Étiquette      | Premier tour | Premier tour |
| Candidats      | Candidats       | Étiquette      | Voix         | %            |
| -------------- | --------------- | -------------- | ------------ | ------------ |
|                | Pierre Granlin* | DVD            | 1 438        | 61,72        |
|                | Philippe Bigot  | DVD            | 667          | 28,63        |
|                | Marcel Bisson   | FN             | 136          | 5,84         |
|                | Michel Gourmel  | PCF            | 89           | 3,82         |
|                |                 |                |              |              |
| Inscrits       | Inscrits        | Inscrits       | 3 369        | 100,00       |
| Abstention     | Abstention      | Abstention     | 900          | 26,71        |
| Votants        | Votants         | Votants        | 2 469        | 73,29        |
| Blancs et nuls | Blancs et nuls  | Blancs et nuls | 139          | 5,63         |
| Exprimés       | Exprimés        | Exprimés       | 2 330        | 94,37        |

*sortant

### Canton de Mortrée
| Candidats      | Candidats           | Étiquette      | Premier tour | Premier tour | Second tour | Second tour |
| Candidats      | Candidats           | Étiquette      | Voix         | %            | Voix        | %           |
| -------------- | ------------------- | -------------- | ------------ | ------------ | ----------- | ----------- |
|                | Paul Jarlaud*       | DVD            | 887          | 39,81        | 1 312       | 60,43       |
|                | Laurent Beauvais    | PS             | 637          | 28,59        | 859         | 39,57       |
|                | Roland Rouille      | UDF            | 442          | 19,84        | Retrait     | Retrait     |
|                | Serge Lambert       | FN             | 188          | 8,44         |             |             |
|                | Jean-Louis Mustiere | PCF            | 74           | 3,32         |             |             |
|                |                     |                |              |              |             |             |
| Inscrits       | Inscrits            | Inscrits       | 3 046        | 100,00       | 3 046       | 100,00      |
| Abstention     | Abstention          | Abstention     | 687          | 22,55        | 764         | 25,08       |
| Votants        | Votants             | Votants        | 2 359        | 77,45        | 2 282       | 74,92       |
| Blancs et nuls | Blancs et nuls      | Blancs et nuls | 131          | 5,55         | 111         | 4,86        |
| Exprimés       | Exprimés            | Exprimés       | 2 228        | 94,45        | 2 171       | 95,14       |

*sortant

### Canton de Moulins-la-Marche
| Candidats      | Candidats              | Étiquette      | Premier tour | Premier tour |
| Candidats      | Candidats              | Étiquette      | Voix         | %            |
| -------------- | ---------------------- | -------------- | ------------ | ------------ |
|                | Jean-Pierre Chevalier* | DVD            | 1 420        | 66,89        |
|                | Gérard Desjouis        | PS             | 391          | 18,42        |
|                | Claude Rimbert         | FN             | 125          | 5,89         |
|                | Claude Pouzaud         | RPR            | 82           | 3,86         |
|                | Marcel Laurent         | PS             | 64           | 3,01         |
|                | Alfred Piguet          | PCF            | 41           | 1,93         |
|                |                        |                |              |              |
| Inscrits       | Inscrits               | Inscrits       | 2 859        | 100,00       |
| Abstention     | Abstention             | Abstention     | 676          | 23,64        |
| Votants        | Votants                | Votants        | 2 183        | 76,36        |
| Blancs et nuls | Blancs et nuls         | Blancs et nuls | 60           | 2,75         |
| Exprimés       | Exprimés               | Exprimés       | 2 123        | 97,25        |

*sortant

### Canton de Passais
| Candidats      | Candidats         | Étiquette      | Premier tour | Premier tour |
| Candidats      | Candidats         | Étiquette      | Voix         | %            |
| -------------- | ----------------- | -------------- | ------------ | ------------ |
|                | Charles Bancourt* | DVD            | 1 973        | 85,75        |
|                | Jérôme Decossas   | FN             | 235          | 10,21        |
|                | André Martin      | PCF            | 93           | 4,04         |
|                |                   |                |              |              |
| Inscrits       | Inscrits          | Inscrits       | 3 521        | 100,00       |
| Abstention     | Abstention        | Abstention     | 933          | 26,50        |
| Votants        | Votants           | Votants        | 2 588        | 73,50        |
| Blancs et nuls | Blancs et nuls    | Blancs et nuls | 287          | 11,09        |
| Exprimés       | Exprimés          | Exprimés       | 2 301        | 88,91        |

*sortant

### Canton de Pervenchères
| Candidats      | Candidats          | Étiquette      | Premier tour | Premier tour | Second tour | Second tour |
| Candidats      | Candidats          | Étiquette      | Voix         | %            | Voix        | %           |
| -------------- | ------------------ | -------------- | ------------ | ------------ | ----------- | ----------- |
|                | Yves Jourdan*      | RPR            | 804          | 40,02        | 897         | 46,89       |
|                | Antoine Perrault   | DVD            | 656          | 32,65        | 1 016       | 53,11       |
|                | Christian Chartier | Verts          | 259          | 12,89        |             |             |
|                | Christian Gore     | FN             | 229          | 11,40        |             |             |
|                | Nicolas Drago      | PCF            | 61           | 3,04         |             |             |
|                |                    |                |              |              |             |             |
| Inscrits       | Inscrits           | Inscrits       | 2 785        | 100,00       | 2 785       | 100,00      |
| Abstention     | Abstention         | Abstention     | 667          | 23,95        | 801         | 28,76       |
| Votants        | Votants            | Votants        | 2 118        | 76,05        | 1 984       | 71,24       |
| Blancs et nuls | Blancs et nuls     | Blancs et nuls | 109          | 5,15         | 71          | 3,58        |
| Exprimés       | Exprimés           | Exprimés       | 2 009        | 94,85        | 1 913       | 96,42       |

*sortant

### Canton du Theil
| Candidats      | Candidats              | Étiquette      | Premier tour | Premier tour |
| Candidats      | Candidats              | Étiquette      | Voix         | %            |
| -------------- | ---------------------- | -------------- | ------------ | ------------ |
|                | Guillaume de Courson * | DVD            | 2 003        | 61,39        |
|                | Philippe Volcker       | Verts          | 725          | 22,22        |
|                | Hervé Rousseau         | FN             | 353          | 10,82        |
|                | Jean Guyot             | PCF            | 182          | 5,58         |
|                |                        |                |              |              |
| Inscrits       | Inscrits               | Inscrits       | 5 093        | 100,00       |
| Abstention     | Abstention             | Abstention     | 1 526        | 29,96        |
| Votants        | Votants                | Votants        | 3 567        | 70,04        |
| Blancs et nuls | Blancs et nuls         | Blancs et nuls | 304          | 8,52         |
| Exprimés       | Exprimés               | Exprimés       | 3 263        | 91,48        |

*sortant

### Canton de Tinchebray
| Candidats      | Candidats          | Étiquette      | Premier tour | Premier tour |
| Candidats      | Candidats          | Étiquette      | Voix         | %            |
| -------------- | ------------------ | -------------- | ------------ | ------------ |
|                | Hubert Bassot*     | UDF            | 2 351        | 51,25        |
|                | André Duquesne     | DVD            | 1 411        | 30,76        |
|                | Christophe Lucas   | Verts          | 462          | 10,07        |
|                | Jacques Botrot     | FN             | 265          | 5,78         |
|                | Jean-Louis Remande | PCF            | 98           | 2,14         |
|                |                    |                |              |              |
| Inscrits       | Inscrits           | Inscrits       | 6 251        | 100,00       |
| Abstention     | Abstention         | Abstention     | 1 454        | 23,26        |
| Votants        | Votants            | Votants        | 4 797        | 76,74        |
| Blancs et nuls | Blancs et nuls     | Blancs et nuls | 210          | 4,38         |
| Exprimés       | Exprimés           | Exprimés       | 4 587        | 95,62        |

*sortant

### Canton de Vimoutiers
| Candidats      | Candidats           | Étiquette      | Premier tour | Premier tour |
| Candidats      | Candidats           | Étiquette      | Voix         | %            |
| -------------- | ------------------- | -------------- | ------------ | ------------ |
|                | Jean Dumeige*       | RPR            | 2 203        | 58,42        |
|                | Jean-Pierre Dieutre | FN             | 542          | 14,37        |
|                | Hubert Deuley       | PS             | 510          | 13,52        |
|                | Annie Buttin        | PRG            | 309          | 8,19         |
|                | Yvette Metayer      | PCF            | 207          | 5,49         |
|                |                     |                |              |              |
| Inscrits       | Inscrits            | Inscrits       | 5 659        | 100,00       |
| Abstention     | Abstention          | Abstention     | 1 603        | 28,33        |
| Votants        | Votants             | Votants        | 4 056        | 71,67        |
| Blancs et nuls | Blancs et nuls      | Blancs et nuls | 285          | 7,03         |
| Exprimés       | Exprimés            | Exprimés       | 3 771        | 92,97        |

*sortant